# Verschlossener Raum
Verschlossene Räume treten häufig als Element in einer Kriminalgeschichte auf. Dabei wird der Leser mit einem kriminalistischen Rätsel in einem verschlossenen Raum konfrontiert und gleichzeitig angeregt, dieses Rätsel zu lösen, bevor er die Geschichte zu Ende gelesen hat und auf diesem Weg die Lösung erfährt.

## Geschichte
Der verschlossene Raum innerhalb einer vermittelten Handlung entspricht der paradoxen Vorstellung des geschlossenen Systems: Er verdoppelt die Situation des Lesers, Hörers oder Zuschauers, der nicht ins Buch, in den Lautsprecher oder den Bildschirm hineinsteigen kann, aber dem Geschehen möglichst nahe zu kommen versucht, um die unüberwindliche Schranke doch aufzuheben (vgl. Vierte Wand).
Die biblisch-apokryphe Geschichte von Daniel und dem Drachen ist ein Vorläufer des Motivs. Bekannt ist der „geschlossene Raum“ vor allem seit Der Doppelmord in der Rue Morgue (1841) von Edgar Allan Poe. Poe hat zu diesem Anlass Regeln für diese Art der Kriminalgeschichten aufgestellt. Das Rätsel um einen verschlossenen Raum wurde durch Autoren wie John Dickson Carr, Maj Sjöwall und Per Wahlöö, Clayton Rawson sowie Agatha Christie zu einer Art Untergenre der Detektivgeschichte.
Ein „verschlossener Raum“ oder eine „hermetisch verschlossene Kammer“ stellt in dieser Bedeutung ein Zimmer dar, in dem ein Mord begangen wurde. Es gibt stets nur eine begrenzte Anzahl von Verdächtigen, von denen einige eventuell über kein Alibi verfügen. Bei näherer Betrachtung des Tathergangs stellt sich aber heraus, dass niemand den Mord verübt haben kann, weil zur Tatzeit niemand den Raum betreten oder verlassen konnte, ohne gesehen zu werden oder eine Spur zu hinterlassen. Somit bleibt der erste Eindruck bestehen, dass sich der Eindringling in Luft aufgelöst hat.

## Aufbau
Im Folgenden werden einige Beispiele für unmögliche oder Verschlossener-Raum-Kriminalfälle gegeben:
- Die einzige Tür ist von innen verschlossen und muss gewaltsam geöffnet werden. Die Position der Leiche lässt es dabei nicht zu, dass das Opfer die Tür noch verschlossen hat, nachdem der Mörder zugeschlagen hat.
- Es gibt keinen Kamin oder Rauchabzug, durch den der Mörder hätte entkommen können.
- Das einzige Fenster ist von innen verriegelt, oder frischer Schnee liegt unberührt auf dem Fensterbrett.
- Es gibt keinen Geheimgang oder Falltür aus dem Raum.
- Die Mordwaffe ist unauffindbar, obwohl das Opfer eindeutig vergiftet, erstochen, erschossen oder erwürgt wurde (und die Todesursache später zweifelsfrei durch eine Autopsie festgestellt werden kann).
- Falls das Opfer durch einen Stromschlag getötet wurde, werden keine Kabel in der Nähe des Körpers gefunden. Wurde das Opfer erschossen, so kann sich niemand im näheren Umfeld an ein Geräusch erinnern.

Diese Fakten fordern das Interesse des Lesers und erzeugen eine starke Neugier, die Wahrheit zu enthüllen. Dies wiederum erklärt die ungebrochene Popularität dieser Geschichten.
In vielen dieser Geschichten wird Plausibilität auf Kosten des Einfallsreichtums und der Einbeziehung der Leserschaft vernachlässigt, um die Spannung aufrechtzuerhalten.
Unter Lesern wird nicht selten nach Erscheinen einer solchen Geschichte hitzig diskutiert, ob die beschriebene Ausführung eines perfekten Mordes tatsächlich möglich ist.
Beispiele für „Lücken“, die schließlich zur Lösung des Falles führen und vom Leser gefunden werden können:
- Falls das Opfer erstochen in einem verschlossenen Raum einer oberen Etage eines Gebäudes mit einem offenen Fenster aufgefunden wurde und die Mordwaffe nicht gefunden wurde, wäre es dann möglich, dass das Opfer von einem professionellen Messerwerfer getötet wurde, der die Mordwaffe anschließend an einem langen Seil wieder zurückgezogen hat?
- Könnte ein Augenzeuge durch einen Spiegel dabei getäuscht worden sein, eine bestimmte Person beim Betreten oder Verlassen des Zimmers zu sehen?
- Kann man Zutritt zu einem Haus erlangen, indem man sich als eine andere Person ausgibt und dabei Kleidung aus Papier trägt, die man als eventuelle Beweisstücke anschließend in einem offenen Feuer verbrennen kann?
- Der „Eisdolch“ – ein Messer aus Eis, welches schmilzt, bevor der Mord entdeckt wird.

Als Meister des Genres gilt der Autor John Dickson Carr. Seine Novelle Der verschlossene Raum (engl. The Hollow Man, 1935) wird von vielen Kritikern als bestes Rätsel über einen verschlossenen Raum betrachtet – obwohl Carr selbst Gaston Leroux’ Das Geheimnis des gelben Zimmers (frz. Le mystère de la chambre jaune, 1907) als seinen Favoriten angab.
Der verschlossene Raum liefert ein Rezept für angehende Kriminalautoren. Das 17. Kapitel des Buches besteht aus einem theoretischen Exkurs. In diesem präsentiert der fiktive Detektiv Dr. Gideon Fell eine umfassende Erklärung, wie der Mörder alle anderen täuscht (zumindest bis das Rätsel letztlich gelöst wird). Dr. Fell fragt zum Beispiel, ob der Eindringling den Eindruck eines hermetisch abgeschlossenen Zimmers erwecken kann, wenn es das in Wahrheit gar nicht ist. Welche Methoden zur Manipulation einer Tür gibt es, so dass die Tür von innen verschlossen wirkt? Hier ist eine der einfacheren Antworten, die Dr. Fell gibt:
(…) Eine Illusion, schlicht, aber wirkungsvoll: Der Mörder hat nach seinem Verbrechen die Tür von außen verschlossen und den Schlüssel behalten. Man nimmt aber an, daß der Schlüssel noch von innen steckt. Der Mörder schlägt als erster Alarm und findet auch die Leiche. Er zerschlägt die oberste Glasscheibe der Tür, streckt seine Hand hindurch, in der er den Schlüssel versteckt, er „findet“ den Schlüssel innen im Schloß stecken und öffnet mit ihm die Tür. Dieser Trick kann auch bei einer normalen Holztür angewendet werden, deren Füllung eingeschlagen wird. (…)
Viele Autoren haben versucht, neue und oftmals weit hergeholte Szenarien mit verschlossenen Räumen zu entwickeln, in denen aber als eines der grundlegenden Prinzipien übernatürliche Kräfte oder jegliche Form von Magie schon am Anfang ausgeschlossen werden. Die US-amerikanische Schriftstellerin Anna Katharine Green (1846–1935) schrieb Initials Only (1911), Margery Allingham (1904–1966) entwickelte das gleiche Motiv in Blumen für den Richter (engl. Flowers for the judge, 1936). Zahlreiche weitere Autoren haben sich mit dem Thema beschäftigt.

## Ausgewählte Werke
- Edgar Allan Poe: Der Doppelmord in der Rue Morgue (1841)
- Arthur Conan Doyle: Das Zeichen der Vier (1890)
- Israel Zangwill: Auch Heilige sind sterblich (auch erschienen als: Das Geheimnis der Bow Street) (1892)
- Edgar Wallace: Die vier Gerechten (1905)
- Gaston Leroux: Das Geheimnis des gelben Zimmers (1908)
- Gilbert Keith Chesterton: Father-Brown-Geschichten (1911–1936), vor allem Der verborgene Garten, Der unsichtbare Mann, Die falsche Form, Das Orakel des Hundes, Der geflügelte Dolch und Das Wunder von Moon Crescent
- Melville Davisson Post: Der Fall Doomdorf (1918)
- Ellery Queen: Der Sarg des Griechen (1932)
- S. S. Van Dine: Der Mordfall Terrier (The Kennel Murder Case) (1933)
- John Dickson Carr: Der verschlossene Raum (1935), Der Flüsterer (1946), Die schottische Selbstmord-Serie (1941), Die grüne Kapsel (1937) und Die Tür im Schott (1938)
- Clayton Rawson: die vier Merlini-Romane, am bekanntesten ist Death from a Top Hat (1938)
- Agatha Christie: Tod in den Wolken (1935) und Hercule Poirots Weihnachten (1938)
- Friedrich Glauser: Die Fieberkurve (1935); ein Wachtmeister-Studer-Roman
- Nicholas Blake: Der geduldige Mörder (1935)
- Pierre Boileau: Sechsmal tödlich (Six crimes sans assassin) (1939); sechs Morde in geschlossenen Räumen in einem Roman
- Robert van Gulik: Mord im Labyrinth (1956)
- Maj Sjöwall, Per Wahlöö: Verschlossen und verriegelt (1972)
- Bruce Alexander: Hinter geschlossenen Türen (1994)
- Gilbert Adair: Mord auf ffolkes Manor (2006), eine Hommage an das Genre
- Rob Reef: Tod eines Geistes (2019), eine kritische Hommage an das Genre mit einer Verneigung vor John Dickson Carr
- Jonathan Creek: britische TV-Serie, kombiniert diese Rätsel mit Magie.
- Carter Dickson: Der dritte Pfeil
- Paul Halter: schrieb über 30 Kriminalgeschichten mit Rätseln auf Basis verschlossener Räume, so z. B. La Malédiction de Barberousse, La Quatrième Porte, Le Brouillard Rouge, La Septième Hypothèse und Le Crime de Dédale. Er ist stark von John Dickson Carr beeinflusst, kopiert jedoch nicht nur, sondern hat über die Jahre eine individuelle Herangehensweise entwickelt.
- Einige Episoden von Detektiv Conan

## Sonstiges
Paul Austers Buch Hinter verschlossenen Türen (engl. The Locked Room, 1986) entnimmt seinen Titel dem Rätsel der verschlossenen Räume.